# Thomas Joseph King
Thomas Joseph King (4 giugno 1921 – 25 ottobre 2000) è stato un biologo statunitense.
Nel 1952 King e Robert Briggs utilizzarono tecniche di trapianto nucleare per trasferire nuclei di Rana pipiens da una blastula a uova enucleate (private del nucleo), realizzando la prima clonazione di un vertebrato.